# سازمان اطلاعات تاجیکستان
وزارت اطلاعات و امنیت تاجیکستان در سال ۱۹۹۱ میلادی بنیانگذاری شد. این سازمان در حقیقت بازماندهٔ سازمان اطلاعاتی تاجیکستان کا.گا.ب است. این سازمان دارای نمودارهای یکسانی با نمودارهای سازمانی مسکو بود، که پس از روی کارآمدن بلشویک‌ها در این کشور ایجاد شد و اکثر مشاغل کلیدی آن در اختیار روس‌ها قرارداشت، این سازمان ریاست و نظارت بر کلیهٔ فعالیت‌های جاسوسی، ضد جاسوسی، ضد تروریسم، اسلام‌گرایی و تهاجم فرهنگی و حفظ امنیت ملی را برعهده دارد، رئیس این سازمان در مقابل رئیس‌جمهور مسئول بوده و گزارشات خود را به وی ارائه می‌دهد. رئیس فعلی این سازمان خیرالدین عبدالرحیم‌اُف می‌باشد.